# Contactdoos

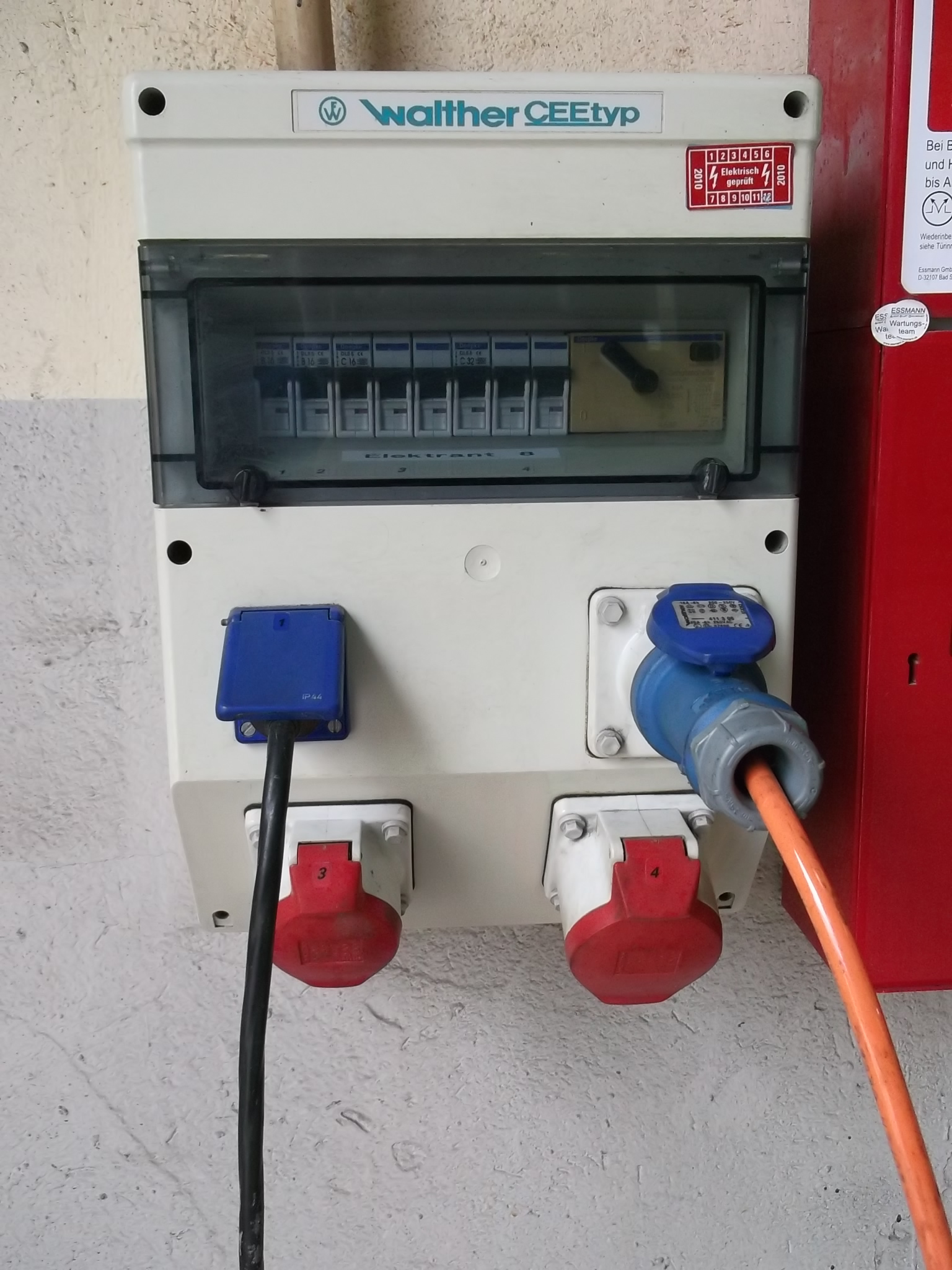
Een verdeelkastje van het lichtnet met vier verschillende contactdozen. Boven twee blauwe voor 230 volt. Links schuko, rechts CEE.
Onder twee rode voor 400 volt. Links 16 ampère, rechts 32 ampère.

Een (wand)contactdoos is een voorziening waarop – meestal verplaatsbare – apparatuur kan worden aangesloten op bijvoorbeeld een elektrische energiebron. Er zijn ook contactdozen die gebruikt worden voor andere toepassingen, zoals voor data-overdracht en het toevoegen of afvoeren van materialen, dampen of gassen die nodig zijn voor de werking van betreffende apparatuur.
Om een contactdoos – die doorgaans vast is opgesteld – te kunnen gebruiken is een connector of speciaal koppelstuk nodig aan dergelijk apparaat of toepassing om een deugdelijke verbinding tot stand te kunnen brengen.
Er zijn contactdozen voor vele toepassingen en in veel verschillende uitvoeringen ontworpen. De meeste zijn genormaliseerd zodat deze bij bepaald gebruik universeel inzetbaar zijn. Er zijn ook contactdozen die alleen specialistisch gebruik toestaan.

## Elektrische energie
Vaak wordt met een contactdoos het aansluitpunt voor elektrische energie bedoeld.

## Signalen/communicatie
Contactdozen bedoeld voor dataoverdracht en dergelijke kunnen onder andere gebruikt worden voor:
- Televisie
- Telefoontoestel
- Informatietechnologie

## Andere mogelijkheden
- Afzuigsysteem van bijvoorbeeld dampen of stof.
- Een contactdoos voor medisch gas in de geneeskunde wordt ook wel “medisch afnamepunt” genoemd.
- Het van oorsprong voor een sigarettenaansteker bedoelde aansluitpunt in een auto wordt dikwijls gebruikt als 12 volt contactdoos van een accu.

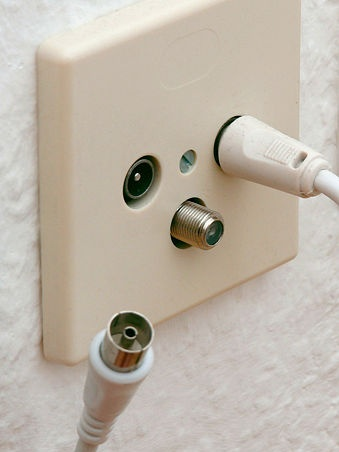
Gecombineerde contactdoos voor televisie- en radio-ontvangst.
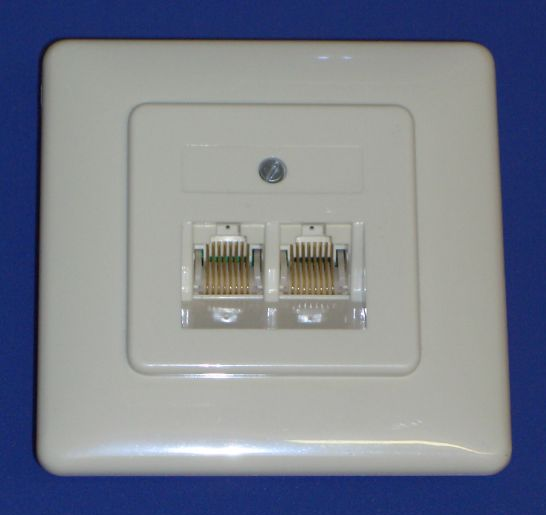
Contactdoos voor data of telecommunicatie.
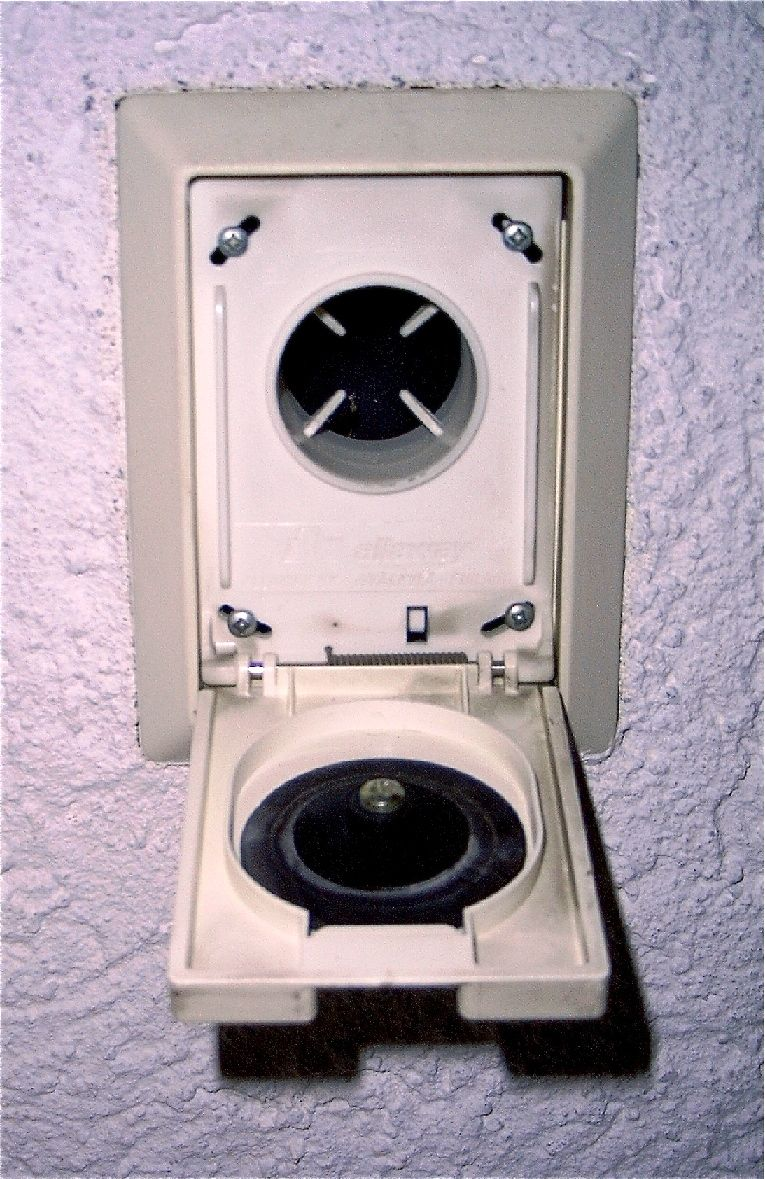
Contactdoos van een centraal stofzuigersysteem.
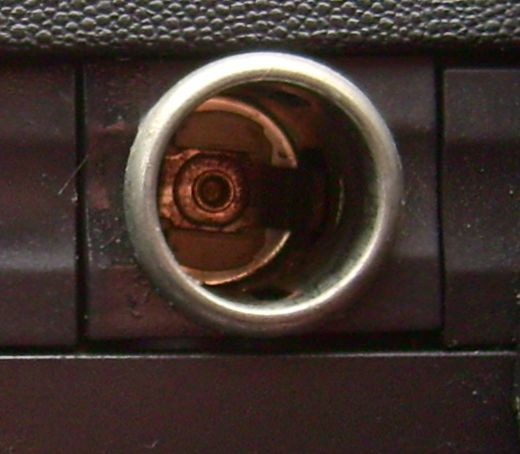
12 volt contactdoos in een auto.